# Aéroport de Kuusamo
L'aéroport de Kuusamo (Kuusamon lentoasema en finnois) (code IATA : KAO • code OACI : EFKS) est un aéroport régional de Finlande situé à Kuusamo dans le Nord-Est du pays.

## Situation
Fondé en 1969, c'est aujourd'hui le seul aéroport à desservir directement la sous-région du Koillismaa et ses sites touristiques (Ruka, Parc national d'Oulanka...).
| \| 50 km1:2 811 000 \| Enontekiö Helsinki-Malmi Helsinki-Vantaa Ivalo Joensuu Jyväskylä Kajaani Kemi-Tornio Kittilä Kokkola-Pietarsaari Kuopio Kuusamo Lappeenranta Mariehamn Oulu Pori Rovaniemi Savonlinna Tampere Turku Vaasa Varkaus |
| 50 km1:2 811 000 |

## Utilisation de l'aéroport
La seule liaison permanente est celle vers la capitale Helsinki, effectuée par Finnair et Finncomm Airlines. L'aéroport accueille des vols charters en saison hivernale. En 2007, l'aéroport se classait douzième en Finlande pour le trafic passagers, et était le dernier aéroport à dépasser le seuil de 100 000 passagers (108 000 exactement). Au printemps 2008, des travaux d'agrandissement ont démarré, l'objectif étant d'avoir la capacité suffisante pour accueillir les 170 000 voyageurs attendus en 2015. Le projet représente un investissement total de 9,3 M €.
| Compagnies          | Destinations                                                           |
| ------------------- | ---------------------------------------------------------------------- |
| Edelweiss Air       | En saison : Zurich                                                     |
| Finnair             | Helsinki-Vantaa                                                        |
| Lufthansa           | En saison : Francfort                                                  |
| Transavia           | En saison charter : Amsterdam                                          |
| TUI Airways         | En saison : Londres-Gatwick, Manchester En saison charter : Birmingham |
| TUI fly Netherlands | En saison : Rotterdam-La Haye                                          |

Édité le 24/02/2020. Actualisé le 01/03/2023.

## Statistiques
Pour des raisons techniques, il est temporairement impossible d'afficher le graphique qui aurait dû être présenté ici.

Voir la requête brute et les sources sur Wikidata.